# 尼古拉·瓦卢耶夫
尼古拉·谢尔盖耶维奇·瓦卢耶夫（俄語：Николай Сергеевич Валуев；1973年8月21日—），俄罗斯政治人物和前职业拳击手。他于1993年至2009年参加拳击比赛，并于2005年至2009年两次获得世界拳击协会重量级拳王头衔。瓦卢耶夫身高2.13米，峰值体重149公斤。他是拳击历史上最高、最重的世界冠军。